# 黑斯曼管吻鯰
黑斯曼管吻鯰，為輻鰭魚綱鯰形目甲鯰科管吻鯰屬的其中一種，為熱帶淡水魚，分布於南美洲巴西帕拉州淡水流域，體長可達17公分，棲息在底層水域，生活習性不明。

## 扩展阅读
維基物種上的相關：黑斯曼管吻鯰